# 特宍丑
特宍丑（とくししうし）は、北海道の釧路市と川上郡弟子屈町にある標高896.5mの山である。山頂には三等三角点「特宍丑」が設置されている。

## 概要
阿寒知床火山列を構成する一峰で、阿寒カルデラ及び屈斜路カルデラの両方の外輪山という日本では珍しい山である。特宍丑から東に伸びた尾根はイクルシベ山を経て奥春別山・岩田主山、辺計礼山や美羅尾山など弟子屈町市街地付近まで様々な山を連ねる。
山名は現在の鐺別川支流であるトクシンウシ沢川の源頭であることに由来し、アイヌ語で「トクシシオ（アメマスのいる所）」という意味がある。登山道は存在しない上に特宍丑から近い主要道路は阿寒横断道路と道道588号の2つだが、山頂から離れたところにあるため登る人は滅多にいない。